# شیطان (فیلم ۲۰۱۹)
شیطان 
(به تلوگویی: Rakshasudu) و دیو (به انگلیسی: Demon) فیلمی محصول سال ۲۰۱۹ و به کارگردانی رامش ورما است. در این فیلم بازیگرانی همچون بلامکوندا سرینیواس و آنوپاما پارامیسواران ایفای نقش کرده‌اند.این فیلم بازسازی فیلم تامیلی شیطان است.